# ديفيد باركر (مخرج)
ديفيد باركر (بالإنجليزية: David Parker)‏ هو كاتب سيناريو ومنتج أفلام ومصور سينمائي ومخرج أسترالي، ولد في 1947 في بريزبان في أستراليا.

## وصلات خارجية
- ديفيد باركر على موقع IMDb (الإنجليزية)
- ديفيد باركر على موقع ألو سيني (الفرنسية)
- ديفيد باركر على موقع أول موفي (الإنجليزية)
- ديفيد باركر على موقع أول موفي (الإنجليزية)
- ديفيد باركر على موقع قاعدة بيانات الأفلام السويدية (السويدية)
- ديفيد باركر على موقع قاعدة بيانات الأفلام السويدية (السويدية)
- ديفيد باركر على موقع قاعدة بيانات الأفلام السويدية (السويدية)
- ديفيد باركر على موقع قاعدة بيانات الفيلم (الإنجليزية)
- ديفيد باركر على موقع كينوبويسك (الروسية)